# Jan Javorský
Jan Javorský (27. dubna 1903, Čáslav – 14. března 1986, Praha[zdroj?]) byl český akademický malíř, ilustrátor a grafik. Vystudoval Akademii výtvarných umění v Praze a věnoval se převážně knižním ilustracím, zejména dětských a dobrodružných knih.

## Z knižních ilustrací

### Česká a slovenská literatura
- František Alexander Elstner: Dobrodružné cesty světem (1971)
- Vladimír Henzl: Alibi mrtvého (1970)
- Vladimír Henzl: Přizanejte se, kapitáne (1967)
- Vladimír Henzl: Zátoka pirátů (1966)
- Josef Hons: Když měřičkové, rybníkáři a trhani krajem táhli (1961)
- Svetozár Hurban-Vajanský: Letící stíny (1959)
- Josef Janáček: Vyprávění o Staroměstské radnici (1961)
- Gottfried Keller: Lidé seldwylští (1950)
- Mirko Pašek: Lovci perel (1951)
- Václav Šolc: Robinzoni z And (1970)
- Václav Šolc: Vraťte mě živého (1974)
- Vladimír Šustr: Na jihoamerických pampách (1950)
- Jan Eskymo Welzl: Strýček Eskymák (1958)
- Jan Eskymo Welzl: Třicet let na zlatém severu (1965)

### Světová literatura
- Edward Bulwer-Lytton: Poslední dny Pompejí (1965)
- Paul Féval: Železný muž (1968)
- Alexandr Romanovič Běljajev: Ariel (1960)
- Francis Bret Harte: Gabriel Conroy (1958)
- Barbara Bartosová-Höppnerová: Zátoka černých člunů (1975)
- Stefan Heym: Kanibalové 1950)
- Ivan Antonovič Jefremov: Setkání nad Tuscarorou a jiné povídky (1959)
- André Laurie: Kapitán Trafalgar (1973)
- Jack London: Volání divočiny (1951)
- Herman Melville: Taipi (1956)
- Vladimír Afanasjevič Obručev: Plutónie (1951)
- Charles Sealsfield: Tokeah aneb Bílá Růže (1959)
- Robert Louis Stevenson: Černý šíp (1957)
- Robert Louis Stevenson: Únos (1958)
- M. Z. Thomas: Za obzorem čeká svět (1959)
- Lev Nikolajevič Tolstoj: Hadži Murat (1951)
- Jules Verne: Cesta do středu Země (1965)